# Máximo Laguna y Villanueva
Máximo Laguna y Villanueva (Santa Cruz de Mudela, 2 de desembre de 1826 – Santa Cruz de Mudela, 3 de gener de 1902) va ser un enginyer forestal, botànic i entomòleg espanyol.

## Biografia
Fill d'Andrés Laguna Maestre, natural de Santa Cruz de Mudela, i d'Ana María Villanueva Fernández del Campo, nascuda a Xalapa, Mèxic. Va tenir un germà, Cirilo (1825-1902).
Va rebre la seva primera formació al seu poble natal de Santa Cruz de Mudela, i va fer l'ensenyament mitjà en el Col·legi dels Pares Escolapis de Getafe, Madrid.
Va estudiar en la recent Escola Especial de Monts, on va fer el seu examen d'ingrés a l'octubre de 1847; va iniciar els estudis el gener de 1848. Es va graduar en 1851 en els primers llocs juntament amb Joaquín María de Madariaga y Ugarte (1823-1885) i Francisco García Martino (1828-1890). Va ser alumne de Agustín Pascual González i de Miquel Bosch.
Un dels seus primers treballs va ser reconèixer juntament amb el citat Madariaga l'efecte perniciós dels fums de les mines de Río Tinto (Huelva) sobre la vegetació forestal, les propietats i la salut locals, per la qual cosa va obtenir un important reconeixement per les autoritats públiques. Va dominar el llatí, l'alemany, l'anglès i l'italià, i va sostenir contactes amb els seus botànics contemporanis, entre d'altres, Heinrich Moritz Willkomm (1821-1895), Johan Martin Christian Lange (1818-1898), Pierre Edmond Boissier (1810-1885), Miguel Colmeiro y Penido (1816-1901), Mariano del Amo y Mora (1809-1896), Blas Lázaro e Ibiza (1858-1921) i Carles Pau i Espanyol (1857-1937).
Va participar en polèmiques científiques defensant el naturalisme forestal. Van ser particularment interessants les sostingudes sobre l'origen de les estepes (natural o antròpic), sobre la divisió natural de la península Ibèrica (Willkomm) o sobre el darwinisme. Si bé elogia Charles Darwin com a naturalista, va acceptar la teoria de l'evolució a baixa escala (només a nivell d'espècie, però no de gènere).
Considera Carl von Linné un pre-darwinista i no accepta el darwinisme a ultrança, en el que es mostra contrari a Blas Lázaro e Ibiza. En plena època de desamortitzacions, va propugnar el naturalisme forestal, que hereta l'esperit dels biogeògrafs de la Il·lustració (Cavanilles, Ponz, etc.) i impulsa la necessitat de corregir les dolentes pràctiques agro-forestals prevalent criteris de conservació forestal (antecedint-los, si cal, als d'explotació). És el principal antecedent del conservacionisme i de les teories de la sostenibilitat.
Va estar a Saxònia amb una beca durant 3 anys (Reials Ordres de 18.05.1853 i 24.07.1856), a Schandau, Dresden i l'Acadèmia Forestal de Tharandt.
Va ser proposat el 9 de desembre de 1852 pel director de l'Escola Especial de Monts amb Joaquín de Madariaga i Luis Bengoechea. Allí va rebre les doctrines de Heinrich Cotta i va aprendre alemany. Va ser nomenat vocal de la Junta Facultativa/Consultiva de Monts. Els seus primers treballs van ser reconèixer les muntanyes de Sierra Bullones (Ceuta), les pinedes de la Sierra de Guadarrama, la fageda de Riofrío de Riaza i el monts de Conca.
Va ser professor de l'Escola de Montes (Reial Ordre 13.09.1856; RO 30.05.1862) i professor (1855-1867) de Botànica, Silvicultura, Zoologia, Economia i Dret Administratiu. També va ser catedràtic de Botànica (1855-1867).
Va visitar a Àustria l'Escola Reial i Imperial de Mariabrunn i a Rússia l'Institut Forestal de Sant Petersburg i l'Escola de Pràctiques de Yissina, publicant una Memòria d'aquests viatges d'estudi.
Va estar al capdavant de l'Escola de Montes i va presidir la Comissió de Trasllat i Instal·lació de l'Escola de Montes a El Escorial (Reial Ordre de Regència de 25.10.1869). Després va ser el director de l'Escola Especial d'Enginyers Forestals a El Escorial (RO 22.09.1871, De 13.10.1871 a 30.07.1872; RO 14.03.1877, fins a 12.11.1878). Va ser nomenat cap de la Comissió de la Flora Forestal Espanyola (1866-1888) per Reial Ordre de 5 de novembre de 1866; aquesta comissió tenia per funcions descriure i fer el mapa de la flora llenyosa espanyola, i entre les seves subcomissions va tenir la Comissió del Mapa Forestal Espanyol (1868-1887), dirigida per Francisco García Martino i la Comissió de la Flora i Estadística Forestal de les Illes Filipines (1876-1886). En el càrrec va tenir per col·laboradors principals a Pedro de Ávila y Zumarán (1841-1924) i a Justo Salinas Salazar (1844-1890), i més breument a Luis Gómez Yuste i Sebastià Vidal i Soler. En la Secció per a l'estudi microgràfic del sistema llenyós de les espècies forestals espanyoles (entre 1880 i 87, i després independent entre 1887 i 95) va tenir com a principal col·laborador Joaquim Castellarnau i Lleopart. Va renunciar a emoluments com a cap de la CFFE, però una ordre el va obligar a percebre'ls (Ordre de la Regència de 14.ix-1869); no obstant això se li'n va exonerar (Ordre de la Regència de 17-IX-1870). Fruit d'aquests treballs són la Memòries o Resums dels treballs verificats per la CFFE durant els anys 1867, 1868, 1869 i 1870 (editats en 1870-72 per ordre de la Regència).
La seva obra mestra és la Flora forestal española, inspirada en l'obra de Mathieu Flore forestière (1859). Va ser impresa en 2 toms (1883-1890) i va rebre els elogis dels botànics H.M. Willkomm, B. Lázaro Ibiza, etc.
Va rebre un premi en l'Exposició Universal de Barcelona. Va ser vocal de la Comissió Honorífica i Gratuïta per a l'estudi de la Fauna Entomològica de la Península (Reial Ordre 14-IV-1887). Va publicar treballs sobre les agalles que produeixen els insectes sobre diverses espècies forestals La Flora Forestal Española i molts dels seus articles contenen nombroses ressenyes entomològiques. Va escriure al voltant de vuitanta obres entre llibres, discursos, informes editats i articles tècnics i científics, publicats en la seva majoria en Revista Forestal, Económica y Agrícola (1868-1875), Revista de Montes (1877-1926), Anales y Boletín de la Sociedad Española de Historia Natural.
Va fer importants contribucions al coneixement de les espècies arbòries, en particular de les coníferes i quercínies, i va fer freqüents dissertacions sobre temes botànics nous o aspectes poc coneguts de la ciència vegetal. Se li atribueixen a més articles anònims, sobretot com a notes de la redacció de les revistes forestals (per exemple, elogis de l'obra de Willkomm a Revista de Montes, 19: 505-507, 1895). Encara que no va visitar Filipines, els seus deixebles (Jordana, Vidal, Cerón) li remeten plecs botànics per a la seva determinació: "Quercus jordanae M. Laguna" an Rev. Forest. Econom. Agric.: 265 (1875). Revisa col·leccions preexistents (p. ex., falgueres recol·lectades per l'enginyer de mines Isidro Sainz de Baranda el 1842): 100 falgueres de les Filipines. Fa de revisor i intermediari entre els especialistes desplaçats a les Filipines i el Royal Botanical Gardens Kew.
A la mort de Sebastià Vidal (1889) continuarà la classificació de les plantes encara no identificades (560 espècies) o incorporades a l'Herbari General de la Comissió de la Flora Forestal Filipina (altres 500 espècies); l'herbari, posteriorment acrescut fins a 8000 plecs, és propietat del Patrimoni Nacional i es conserva en el Reial Jardí Botànic de Madrid. Es va jubilar el sis de juliol de 1889. Roman a Madrid i prossegueix la seva labor com a botànic (publicacions, discursos, flora filipina).
El Cos d'Enginyers Forestals edita en el seu honor en 1891 el llibre Montes y Plantas, on figuren molts dels seus treballs. Transfereix part del seu herbari i llibres a joves botànics (p. ex., la seva col·lecció criptogàmica a Blas de Lázaro e Ibiza). Viatja regularment a Santa Cruz de Mudela a l'estiu i nadal; conviu amb el seu germà Cirilo i els seus nebots Benito i María del Rosario.
Va morir solter i sense descendents; els seus dos nebots, únics hereus dels seus béns, també moriran sense descendència, el 1911 i 1929. La majoria del seu llegat científic (cartes, herbari, etc.) es va cremar durant l'incendi de l'Escola de Montes de Madrid el 1936.
Máximo Laguna és el més conegut botànic espanyol de la segona meitat del segle xix, el fundador de l'escola botànica forestal espanyola, mantinguda a l'Escola Tècnica Superior d'Enginyers Forestals. És un dels principals formadors i inspiradors del Naturalisme Forestal, base del Regeneracionisme de finals del XIX i principis del segle xx, i dels actuals moviments de conservació de la naturalesa. Els seus escrits tradueixen també altres dos trets excel·lents: la passió per la bona literatura i la bona i concisa escriptura, i la seva capacitat de sentir la naturalesa, de gaudir amb la seva contemplació i d'erigir-la en la mestra per antonomàsia del saber naturalista.

## Honors
Va ser soci des de 1872 de la Reial Societat Espanyola d'Història Natural, el seu tresorer en 1881 i 1892 i el seu president en 1882 i 1893. Va ser acadèmic de nombre de la Reial Acadèmia de Ciències Exactes, Físiques i Naturals escollit el 17 de juny de 1877, havent sol·licitat l'Acadèmia el seu ingrés el 25 de novembre de 1874. Va contestar el seu discurs Marià de la Pau Graells i de l'Agüera (1808-1896), principal entomòleg espanyol i director del Reial Jardí Botànic de Madrid. Laguna va elaborar el discurs de contestació a Blas Lázaro e Ibiza. Va ser president de la Secció de Ciències Naturals i va mantenir una estreta amistat amb el Premi Nobel de Literatura, ministre de Foment i president de l'Acadèmia, José de Echegaray (1836-1916). Donà suport a la creació de la Societat Linneana Matritense (1878) per Blas Lázaro e Ibiza i Tomás Andrés y Tubilla i en va ser nomenat soci honorari.
I també va ser nomenat cavaller gran creu de l'Orde d'Isabel la Catòlica (març de 1882) i comanador de l'Orde de Carles III.
Una escola a la seva vila natal rep el seu nom. 1997: “Arboretum Máximo Laguna”, Sierra de Guadarrama commemorant el Dia Internacional dels Boscos.

## Obres
- Memoria de reconocimiento de los montes de Sierra Bullones, pertenecientes a España, 1861 (coautor con Luis Satorras)
- Memoria de reconocimiento de la Sierra de Guadarrama, bajo el punto de vista de la repoblación de sus montes, 1864
- Excursión forestal por los imperios de Austria y Rusia, 1866 (en ese viaje le acompañó Agustín Pascual González)
- Resúmenes de los trabajos verificados por la Comisión de la Flora Forestal Española, 1871
- Memoria de reconocimiento de los montes de Sierra Bullones, pertenecientes a España, 1877
- Plantas criptógamas: su importancia en la agricultura, 1880
- Tratado sobre flora forestal española. Parte I, en 1884, y Parte lI, en 1890 (en este trabajo le ayudaron los también ingenieros Pedro Ávila y Justo Salinas)